# Agostinho Barbosa

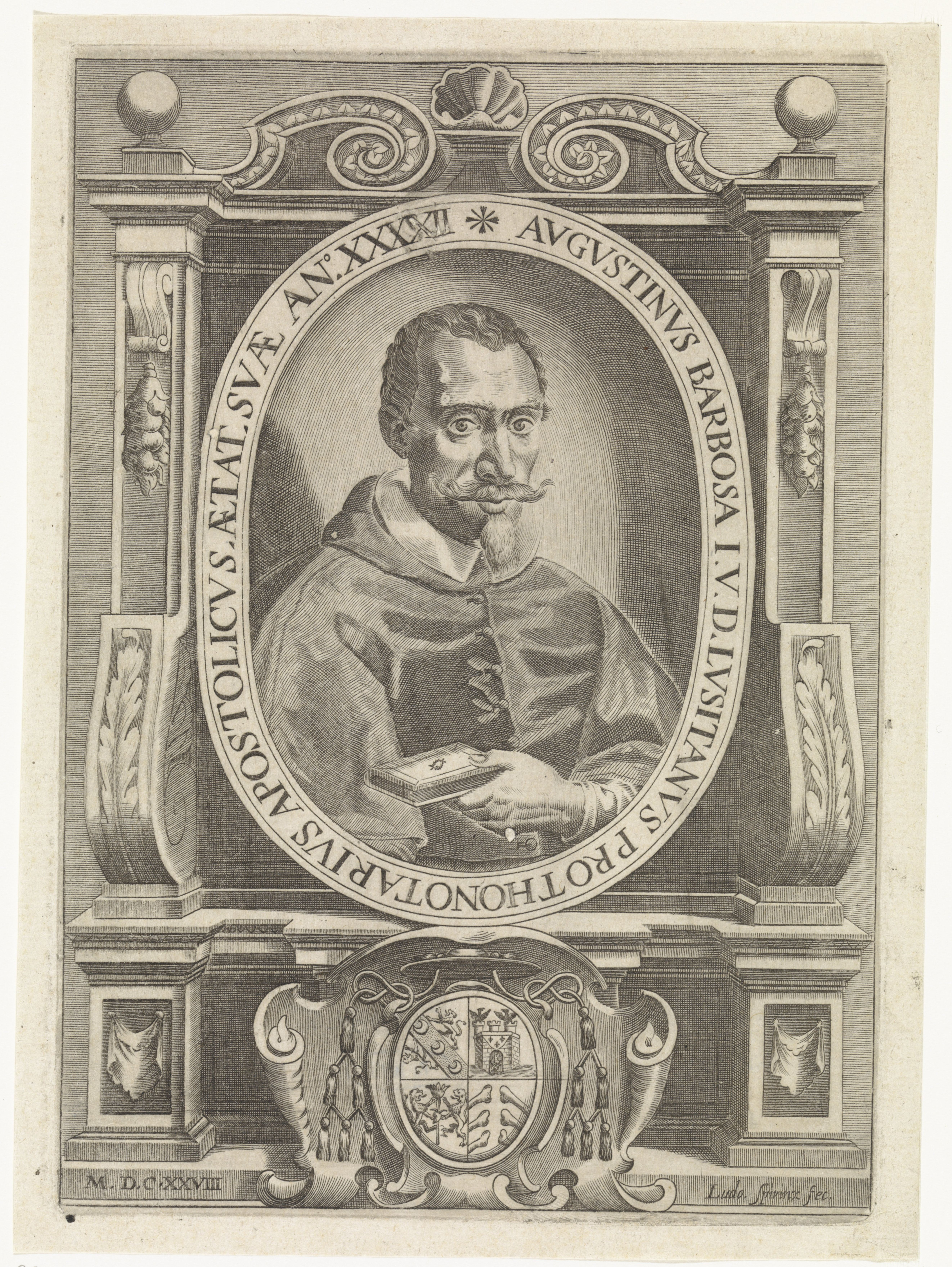
Retrato de Agostinho Barbosa, 1622. Grabado de Johann Friedrich Greuter

Agostinho Barbosa (Guimarães, 17 de septiembre de 1590-Ugento, 19 de noviembre de 1649) fue un sacerdote católico portugués, protonotario apostólico y consultor de la congregación del Índice, consagrado obispo de Ugento en el Reino de Nápoles el 22 de marzo de 1649. Doctor en ambos derechos y prolífico autor de obras sobre materias de derecho civil y canónico, fue además precoz lexicógrafo y autor con poco más de veinte años de un Dictionarium Lusitanico-Latinum publicado en Braga en 1611. Obra monumental, aunque nunca reimpresa, constaba de ochenta páginas no numeradas seguidas de 604 páginas numeradas por columnas, de la 1 a la 1208, y un diccionario de términos geográficos de otras quince páginas.
Hijo de Manuel Barbosa, distinguido jurisconsulto, tras estudiar derecho canónico en la Universidad de Coímbra y licenciarse en 1616 se trasladó a Roma donde en 1621 se doctoró in utroque iure, es decir, en ambos derechos. Se dice que, al carecer de medios económicos, no podía permitirse comprar libros, pero que por su carácter afable y bondadoso los libreros y bibliotecarios le facilitaban las obras que gracias a su portentosa memoria era capaz de retener y resumir por la noche lo leído. Hacia 1632 se estableció en Madrid como juez eclesiástico sin abandonar su dedicación a la escritura de obras jurídicas y, al estallar la revuelta portuguesa en diciembre de 1640, se mantuvo leal a la corona española. Promovido al obispado de Ugento en febrero de 1648 por Felipe IV, fue confirmado por Inocencio IX en marzo de 1649. Murió en noviembre de ese mismo año y fue enterrado en la catedral de Ugento, con un epitafio redactado por su hermano Simão Vaz Barbosa.
Una edición póstuma de sus obras de derecho canónico, impresa en Lyon entre 1657 y 1675, abarcaba diecinueve volúmenes. Entre ellas pueden mencionarse Pastoralis sollicitudinis, sive de officio et potestate episcopi tripartita descriptio, Roma, 1621; Iuris ecclesiastici universi libri tres, Lyon, 1633, con al menos otras seis ediciones antes de terminar el siglo; Tractatus de canonicis et dignitatibus aliísque inferioribus beneficiariis cathedralium & collegiatarum ecclesiarum..., Lyon, 1634; Sacros. Concilium Tridentinum, Lyon, 1640; Collectanea doctorum qui in suis operibus Concilii Tridentini loca referentes, Lyon, 1672; y Praxis Methodica exigendi Pensiones adversus Calumniantes et differentes eas solvere, Lyon, 1653.